# 瞋
瞋（しん、梵: dveṣa, pratigha、巴: dosa）は、仏教における煩悩のひとつで、怒りを指す。瞋恚（しんに）ともいう。憎しみ、嫌うこと、いかること。心にかなわない対象に対する憎悪。自分の心と違うものに対して怒りにくむこと。
仏教においては、
- 人間の諸悪・苦しみの根源と考えられている三毒[1][5][4]、三不善根のひとつ[6]。
- 十悪（十不善業道）のひとつ[5]。
- 上座部仏教における不善心所のひとつ。
- 説一切有部の五位七十五法のうち、（心所法－）不定法のひとつ[3]。
- 大乗仏教アビダルマにおける六つの根本煩悩のひとつ[7][1]。生きとし生けるものに対する冷徹な心[4]。

## 定義
大乗阿毘達磨集論(Abhidharma-samuccaya)では以下のように述べられている。

瞋(pratigha)とは何か？ それは苦、衆生、苦を備えた心への怒りを本質とし、安穏ならざる〔状態〕に住し、悪しき行い〔を為すこと〕の依り所たることを作用とする。

 (何等為瞋？謂於有情苦及苦具心恚為体。不安隠住悪行所依為業。)

法相二巻抄における唯識大意では、 我（自分）に背くことがあれば必ず怒るような心、「自分がないがしろにされた」という思いと解釈している。

## 対治
瞋恚を断つ方法としては、パーリ仏典大ラーフラ教誡経(Mahārāhulovāda-sutta)に例が示されている。この中で、釈迦は息子の羅睺羅(ラーフラ)に以下のように説いている。

Mettaṃ rāhula bhāvanaṃ bhāvehi. Mettaṃ hi te rāhula bhāvanaṃ bhāvayato yo vyāpādo so pahīyissati. 

ラーフラよ、慈の瞑想を深めなさい。というのも、慈の瞑想を深めれば、どんな瞋恚も消えてしまうからです。
—パーリ仏典, 中部, 62.大ラーフラ教誡経 p148, Sri Lanka Tripitaka Project
鋸喩経において釈迦は、比丘たちに対し心を乱すことないよう説いている。

## 抜粋
Siñca bhikkhu imaṃ nāvaṃ sittā te lahumessati

Chetvā rāgaṃ dosaṃ ca tato nibbāṇamehisi.
比丘よ、この舟から水を汲み出せ。

汝が水を汲み出せば、軽やかに進むであろう。

貪欲と瞋恚とを断ったならば、汝は涅槃に達するだろう。
—パーリ仏典,  ダンマパダ, 369, Sri Lanka Tripitaka Project

Natthi rāgasamo aggi 

natthi dosasamo kali

Natthi khandhasamā dukkhā
 
katthi santiparaṃ sukhaṃ.

性欲に等しい火はない。

怒りに等しい損失はない。

五蘊に等しい苦しみはない。

心の平安に勝る楽はない。
—パーリ仏典, ダンマパダ, 202, Sri Lanka Tripitaka Project 